# Ringsted
Ringsted este un oraș în Danemarca.